# John Harris
John Harris, ameriški general marincev, * 20. maj 1790, East Whiteland, Pensilvanija, ZDA, † 12. maj 1864. 